# Rezerwat przyrody Jezioro Dobskie
Rezerwat przyrody Jezioro Dobskie – rezerwat krajobrazowy położony w woj. warmińsko-mazurskim, w powiecie giżyckim, w gminie Giżycko, w leśnictwie Kamionki. Swoim obszarem obejmuje 1833,22 ha. W skład rezerwatu wchodzi Jezioro Dobskie wraz z czterema wyspami oraz część półwyspu Fuledzki Róg.
Został powołany zarządzeniem nr 15 Ministra Leśnictwa i Przemysłu Drzewnego z dnia 16 stycznia 1963 roku początkowo pod nazwą „Głazowisko Fuledzki Róg”, a następnie dołączone zostały wyspy z rezerwatu „Wyspy na Jeziorze Dobskim i Kisajno”. Rezerwat utworzony został dla ochrony morenowego Jeziora Dobskiego oraz położonych na nim wysp: Gilmy, Lipki, Wyspy Heleny oraz Wysokiego Ostrowu (Wyspy Kormoranów).
Na wyspie Gilma znajduje się grodzisko.

## Roślinność i zwierzęta
Na obszarze rezerwatu wyróżnia się cztery siedliskowe typy lasu: las świeży, las wilgotny, las mieszany bagienny i ols. Gatunkami panującymi w drzewostanach są olsza czarna, osika, lipa, brzoza brodawkowata i brzoza omszona, z domieszkami dębu, grabu, wierzby i wiązu.
Większość leśnych zbiorowisk została zniekształcona przez działalność człowieka.
Chronione rośliny
- lilia złotogłów – Lilium martagon
- storczyk plamisty – Orchis maculata
- wawrzynek wilczełyko – Daphne mezereum

Rośliny podlegające ochronie częściowej
- porzeczka czarna – Ribes nigrum
- kruszyna pospolita – Frangula alnus
- kalina koralowa – Viburnum opulus
- marzanka wonna – Asperula odorata
- konwalia majowa – Convallaria maialis

Płaskie obniżenia terenu porastają zarośla, które w połączeniu ze zbiorowiskami trzcin i oczeretów otaczającymi wyspy i półwysep Fuleda stanowią dobre miejsca do przebywania i rozrodu ptaków wodnych. Jezioro oraz jego brzegi są też miejscem odpoczynku i żerowania ptaków przelotnych, w czasie ich wiosennych i jesiennych wędrówek. Kolonia kormoranów i czapli siwej zamieszkuje na wyspie Wysoki Ostrów; występują także kolonie derkacza, żurawia, mewy srebrzystej i rybitwy.

## Głazy
Jezioro otaczają morenowe wzniesienia o łagodnych stokach, od strony zachodniej i wschodniej pokryte są licznymi głazami narzutowymi. W jeziorze, pod powierzchnią wody występują również liczne głazy. Na półwyspie Fuledzki Róg (głazowisko Fuledzki Róg) znajduje się okaz o obwodzie 9,3 m i 2 m wysokości. Duże nagromadzenie głazów występuje właśnie na tym półwyspie, są one przykładem reliktowego krajobrazu polodowcowego, mającego charakter pierwotnego głazowiska. Znajduje się tutaj 10 tysięcy głazów o obwodzie przekraczającym 1,5 m.